# Materiał genetyczny
Materiał genetyczny – substancja chemiczna będąca fizycznym nośnikiem informacji genetycznej i dziedziczności. U wszystkich znanych organizmów żywych materiałem genetycznym jest DNA. U niektórych wirusów, np. u wirusa grypy lub wirusa HIV, funkcję tę pełni RNA.
Konwencja o różnorodności biologicznej w art. 2 określa materiał genetyczny jako jakikolwiek materiał roślinny, zwierzęcy, mikrobiologiczny lub innego pochodzenia, zawierający funkcjonalne jednostki dziedziczności.